# La Haye-d'Ectot
La Haye-d'Ectot è un comune francese di 248 abitanti situato nel dipartimento della Manica nella regione della Normandia.

## Società

### Evoluzione demografica
Abitanti censiti